# Výbor Evropského parlamentu pro rozpočtovou kontrolu
Výbor Evropského parlamentu pro rozpočtovou kontrolu (zkr. CONT z European Parliament Committee on Budgetary Control) je jedním z 20 stálých výborů Evropského parlamentu a odpovídá za kontrolu plnění rozpočtu EU a sledování efektivity financování při provádění unijních politik. Mezi jeho pracovní náplň patří i posuzování podvodů a nesrovnalostí při plnění rozpočtu EU, opatření zaměřených na předcházení a stíhání takových případů. Obecně se má tedy podílet na ochraně finančních zájmů EU.
Výbor pro rozpočtovou kontrolu se podílí i na kontrole činnosti institucí mimo Evropský parlament. Do náplně činnosti tohoto výboru spadá i kontrola finanční činnosti Evropské investiční banky. Na starosti má i vztahy s Účetním dvorem, jmenování jeho členů a posuzování jeho zpráv.

## Členové výboru
Seznam členů výboru k 19. červenci 2019:
| Jméno                  | Politická skupina                                   | Země               | Funkce             |
| ---------------------- | --------------------------------------------------- | ------------------ | ------------------ |
| Monika Hohlmeier       | Evropská lidová strana                              | Německo            | Předsedkyně        |
| Isabel García Muñoz    | Pokrokové spojenectví socialistů a demokratů        | Španělsko          | Místopředsedkyně   |
| Caterina Chinnici      | Pokrokové spojenectví socialistů a demokratů        | Itálie             | Místopředsedkyně   |
| Martina Dlabajová      | Obnova Evropy                                       | Česko              | Místopředsedkyně   |
| Tamás Deutsch          | Evropská lidová strana                              | Maďarsko           | Místopředseda      |
| Matteo Adinolfi        | Identita a demokracie                               | Itálie             |                    |
| Olivier Chastel        | Obnova Evropy                                       | Belgie             | Koordinátor frakce |
| Lefteris Christoforou  | Evropská lidová strana                              | Kypr               |                    |
| Corina Crețu           | Pokrokové spojenectví socialistů a demokratů        | Rumunsko           |                    |
| Ryszard Czarnecki      | Evropští konzervativci a reformisté                 | Polsko             | Koordinátor frakce |
| Raffaele Fitto         | Evropští konzervativci a reformisté                 | Itálie             |                    |
| Luke Ming Flanagan     | Evropská sjednocená levice – Severská zelená levice | Irsko              |                    |
| Daniel Freund          | Zelení/Evropská svobodná aliance                    | Německo            |                    |
| Cristian Ghinea        | Obnova Evropy                                       | Rumunsko           |                    |
| Michael Heaver         | Nezařazení                                          | Spojené království |                    |
| Jean-François Jalkh    | Identita a demokracie                               | Francie            |                    |
| Joachim Kuhs           | Identita a demokracie                               | Německo            | Koordinátor frakce |
| Ryszard Antoni Legutko | Evropští konzervativci a reformisté                 | Polsko             |                    |
| Claudiu Manda          | Pokrokové spojenectví socialistů a demokratů        | Rumunsko           | Koordinátor frakce |
| Younous Omarjee        | Evropská sjednocená levice – Severská zelená levice | Francie            |                    |
| Tsvetelina Penkova     | Pokrokové spojenectví socialistů a demokratů        | Bulharsko          |                    |
| Markus Pieper          | Evropská lidová strana                              | Německo            |                    |
| Sabrina Pignedoli      | Nezařazení                                          | Itálie             |                    |
| Sheila Ritchie         | Obnova Evropy                                       | Spojené království |                    |
| Michèle Rivasi         | Zelení/Evropská svobodná aliance                    | Francie            |                    |
| Petri Sarvamaa         | Evropská lidová strana                              | Finsko             |                    |
| Nico Semsrott          | Zelení/Evropská svobodná aliance                    | Německo            |                    |
| Angelika Winzig        | Evropská lidová strana                              | Rakousko           |                    |
| Lara Wolters           | Pokrokové spojenectví socialistů a demokratů        | Nizozemsko         |                    |
| Tomáš Zdechovský       | Evropská lidová strana                              | Česko              | Koordinátor frakce |